# Blood & Chocolate (película)
Blood & Chocolate (Besos de sangre en Hispanoamérica y La marca del lobo en España), es una película estadounidense de 2007 dirigida por Katja von Garnier, producida por Lakeshore Entertainment y distribuida por MGM. Está muy vagamente basada en la novela para jóvenes y adultos del mismo nombre, Blood and Chocolate de Annette Curtis Klause, que fue adaptada en un guion de Ehren Kruger. La película fue lanzada en DVD el 13 de junio de 2007 en Estados Unidos.

## Argumento
Vivian es una mujer lobo (loup-garou) de diecinueve años de edad. Nació en Bucarest, Rumania, de padres estadounidenses que luego se trasladaron nuevamente a Estados Unidos. Cuando Vivian tenía nueve años, sus padres y hermanos murieron a manos de dos cazadores y se trasladó de nuevo a Bucarest a vivir con su tía Astrid, quien después, sería la compañera del líder de la manada, Gabriel. En la angustia de Astrid, Gabriel la dejó después de siete años, conforme la legislación de los lobos de poder elegir una nueva pareja. A la culminación de esos otros siete años, Gabriel quiere que Vivian sea su nueva pareja.
Gabriel y Astrid tienen un hijo, Rafe, con el que Vivian tiene una difícil relación. Rafe, teniéndose en cuenta a sí mismo como futuro líder de la manada, ha cazado y matado a una chica humana por su cuenta en violación del derecho de su padre que permite que el loup-garou solo puede cazar en grupo. Cada luna llena se lleva a cabo la caza de un humano como presa que es un peligro para la manada o que ha ofendido a uno de sus miembros (la primera víctima fue un traficante de drogas). Después de haber sido cortados para dejar un olor de su sangre, el ser humano es enviado al bosque y si logra cruzar el río, está a salvo. Sin embargo, nadie ha conseguido llegar al río.
Una noche, Vivian está una iglesia abandonada que contiene iconografía loup-garou. Allí conoce a Aiden, un artista de la novela gráfica, que también esta en busca de inspiración. Aiden es instantáneamente prendado y la persigue durante varios días antes de que ella finalmente accede a empezar a verlo. Se reúnen en secreto y se enamoran. Pronto son descubiertos por Rafe, y sus cuatro amigos. Rafe informa a Gabriel sobre la relación entre Vivian y Aiden y se le ordena hacer lo que sea necesario para que Aiden esté fuera de la ciudad, ya sea mediante el soborno o amenaza. A raíz de una nota de Vivian, Aiden va a una capilla fuera de la ciudad, donde es detenido y amenazado por Rafe (el que realmente mandó la nota). Durante el altercado, Rafe se revela como un loup-garou y trata de matar a Aiden, que se las arregla para matar a su atacante con la ayuda de su medalla de plata (la plata es venenosa al entrar en contacto con la sangre de un loup-garou).
Gabriel y Astrid están devastados por la muerte de su hijo. Aiden está atrapado en la estación de tren y es elegido como presa para la caza de luna llena del mes. Corriendo por su vida, Aiden extiende su sangre alrededor de los árboles para confundir a sus perseguidores y apuñala a dos lobos con un cuchillo de plata. Finalmente, cruza el río, pero un furioso Gabriel lo ataca, no obstante. Vivian, en su forma de lobo, salta y empuja a Gabriel en el río. Gabriel no la reconoce en su forma de lobo, y Aiden hiere su brazo con el cuchillo. Cuando se cambia de nuevo a su forma humana, es afectado por la culpa y trata de ayudarla. Huyen a la compañía de cine abandonado a la que los loup-garou no se atreven a entrar, ya que está lleno de polvo de plata. Después de un momento tierno, Astrid aparece y se enfrenta a ellos con una pistola. Vivian se declara por la vida de Aiden, apelando al amor desgraciado de Astrid hacia Gabriel, y Astrid los deja ir. Los dos recuperan un antídoto para Vivian de un farmacéutico humano que trabaja para Gabriel. Sin embargo, el farmacéutico avisa a la manada de su presencia y Vivian es capturada mientras Aiden escapa.
Vivian es enjaulada y se enfrenta a Gabriel, que menosprecia los seres humanos y se relaciona con ella una profecía acerca de una mujer Loup-Garou que será líder en su pueblo en una «edad de la esperanza», pero ahora decide que los dos deben decidir el conflicto de la caza entre sí. Antes de la caza puede comenzar, Gabriel es baleado por Aiden, que había estado observando desde una claraboya. En la batalla, Aiden encierra a algunos de los secuaces de Gabriel con polvo de plata, coloca algunas trampas y prende el edificio en llamas. Gabriel ataca a Aiden, pero antes de que pueda dar un golpe potencialmente mortal, Vivian apunta con una arma a Gabriel. Él se burla y le dice, que ella se convirtió en el cazador que una vez mató a su familia y los cambios en su forma de lobo. Aiden suplica a Vivian que le dispare a Gabriel, pero ella se niega repetidamente. Sin embargo, cuando Gabriel se dispone a matar a Aiden, le dispara y mata a Gabriel. Con sentimientos de culpa, acaricia la piel de Gabriel. A medida que el edificio explota, se libera a los loup-garou atrapados y Vivian huye junto con Aiden. Los dos escapan de la ciudad en el auto de Gabriel (con varias personas en la calle saludando el coche dejando al descubierto sus gargantas como los lobos sumisos hacen). Discuten dos destinos, ya sea la «era de la esperanza» o París, y conducen a través de Bucarest, en Arcul de Triumf.

## Elenco
| - Agnes Bruckner es Vivian. - Hugh Dancy es Aiden. - Olivier Martinez es Gabriel. - Katja Riemann es Astrid. - Bryan Dick es Rafe. - Chris Geere es Ulf. - Tom Harper es Gregor. - John Kerr es Finn. - Jack Wilson es Willem. - Vitalie Ursu es Constani. - Bogdan Voda es Albu. - Kata Dobó es Beatrice. - Rodica Mandache es Sr. Bellagra - Sandu Mihai Gruia es Farmacéutico. - Florin Busuioc es Guardia de la Cárcel. | - Helga Racz es joven Vivian. - Lia Bugnar es joven madre de Vivian. - Mihai Calin es joven padre de Vivian. - Sofía Vladu es hermana de Vivian. - David Finti es hermano de Vivian. - Anatole Taubman es Barman. - Pete Lee-Wilson es Krall. - Maria Dinulescu es Sexy pelirroja. - Raluca Aprodu es novia #1. - Simona Cuciurianu es novia #2. - Alexandru Barba es chico pequeño. - Romeo Raicu es camionero. - Iulian Pana es Club Bouncer. - Tudor Istodor es Tesk Man. - Mihai Dinvale es Maitre’d. | - Jasmin Tabatabai es Cantante de Nightclub. - Silviu Sanda es miembro de la banda (bajo). - Cristian Anca es miembro de la banda (guitarra). - Razvan Gorcinski es miembro de la banda (batería). - Dan Mihai Leompescu es miembro de la banda (teclados). - Cristi Dimitriu es miembro de la banda(percusión). - Samela A. Beasom es coro. - Susan Judy es coro. - Christen Herman es coro. - Daniel C. Plaster es coro. |

## Producción
Desde 1997, cinco directores estaban en conversaciones para la película Blood and Chocolate, es decir, Larry Williams y su esposa Leslie Libman, Po-Chih Leong, Senaka Sanji y Rupert Wainwright, antes de Katja von Garnier, finalmente esta última firmó en enero de 2005 para dirigir la película. El libro fue adaptado originalmente en un guion de Christopher Landon, cuyo padre Michael Landon tuvo un papel protagónico en la película I Was a Teenage Werewolf (1957).
La autora, Annette Curtis Klause, no se mantuvo pendiente de la filmación por los productores de la película. Tenía que encontrar la información acerca de la filmación en la Web.

## Recepción
La película fue un fracaso en taquilla, recaudando solo $2.1 millones en los Estados Unidos en su primer fin de semana y pasó al abandono en la lista de las 20 películas menos taquilleras en solo su segunda semana de lanzamiento. La película tiene un índice de aprobación del 11 % en Rotten Tomatoes, con 8 de los 63 críticos que dan una calificación aprobatoria.

## Diferencias entre el libro y la película
- En el libro, Vivian se dice que tiene 16 años, mientras que en la película, ella tiene 19 años.
- En el libro, todos los personajes son estadounidenses y la historia se lleva a cabo en Maryland. En la película se lleva a cabo en Rumania y algunos personajes tienen acentos inglés, francés o rumano. Vivian y Aiden son los únicos personajes con acento estadounidense.
- En la novela, ninguno de los ojos de los lobos cambia a oro cuando huelen el olor de la sangre.
- Esme la madre de Vivian está viva y su padre muere en la novela, en la película, ambos padres están muertos. En el libro Vivian es hija única, pero en la película se muestra que ella tenía hermanos, que fueron asesinados junto con sus padres.
- En la película Vivian se culpa por la muerte de su familia, ella le explica a Aiden que sus huellas fueron encontradas por el enemigo, lo que lleva a su familia. En el libro, solo su padre muere y fue causado, aunque sea indirectamente, por los «Cinco».
- Rafa y el resto de los «Cinco» románticamente persiguen a Vivian en la novela, y ella y Rafe habían salido en algún momento antes de que la historia se lleve a cabo. Esto no se menciona en la película.
- Rafe y Astrid son amantes en la novela, en la película son madre e hijo.
- En la película no hay ninguna prueba entre los hombres-Loup-garoux, y ninguna prueba entre las mujeres-Loup-garoux. Gabriel es el líder desde el principio, en lugar de participar en la prueba como lo hizo en el libro. En la película para ser líder se basa en la línea de sangre, en lugar de triunfo de la prueba como es en el libro.
- En la novela, es Axel, no Rafe, el que asesinó a una chica, porque ella lo rechazó.
- Vivian trabaja en una tienda de chocolate y dulces en la película, ella no tiene trabajo en el libro.
- En la novela, cuando el líder de la manada tiene una pareja, ella es su pareja de por vida a menos que otra mujer la desafie en una prueba loup-garoux y sea derrotada. En la película, el líder tiene una nueva pareja cada siete años.
- Vivian es presumiblemente un loup-garou gris y marrón en el libro. Sin embargo, en la película un lobo blanco fue elegido para representar a Vivian en su forma de lobo.
- En el libro, no hay ninguna profecía.
- El libro menciona a una mujer anciana Loup-Garou, tía Persia, que cura todas las enfermedades de los loup-garoux también incluido el envenenamiento de plata de Vivian. En la película, ella no se menciona en su lugar aparece un farmacéutico de edad que le da a Vivian un antídoto.
- En el libro, Aiden da a Vivian una estrella de cinco puntas de plata, que luego se derrite en las balas que disparó con Vivian y Rafe. En la película, Aiden posee un collar de estrella de cinco puntas que utiliza para matar a Rafe.
- En el libro, los padres de Vivian habían sido los líderes de la manada antes que Gabriel, pero la película nunca menciona esto.
- En el libro cuando Vivian le revela su secreto a Aiden, él está aterrorizado y no quiere tener nada que ver con ella. En la película, Aiden inicialmente se siente traicionado por Vivian y la deja, pero se reconcilia con ella después de que ella lo salva de la otra Loup-garoux.
- En la novela, ellos pueden cambiar de forma en formas alternativas. En la película, la transformación es mucho más espiritual, que representa a Vivian y los demás como seres humanos que casi parecen ascender a algo superior (o al menos diferente) el estado del ser espiritual, que brilla intensamente y se transforman en lobos.
- En el libro, Vivian goza de cambiar en su forma de lobo, y lo hace con frecuencia. En la película, ella lucha para evitar el cambio y solo lo hace cuando es necesario para salvar a Aiden de la caza.
- Gabriel tiene veinte y cuatro años en la novela; en la película es mayor de edad pero es indeterminada su edad, aunque es evidente que tiene la edad suficiente para haber sido padre de Rafe con Astrid.
- En el libro de Gabriel ama de verdad a Vivian, pero en la película se quiere casar con ella para cumplir la profecía.
- En el libro, Vivian se da cuenta de que al final nunca sería feliz con Aiden y se enamora de Gabriel. En la película, ella elige a Aiden.
- En el libro, Vivian es una sospechosa del asesinato de Rafe y Astrid, que quieren vivir de una manera menos restrictiva de lo que sus leyes lo permiten. En la película, ella está tratando de negar su naturaleza como loup-garou y los «Cinco» están involucrados en una lucha de poder interno.